# Любов серед руїн (фільм)
«Кохання серед руїн» (англ. Love Among the Ruins) — американський телевізійний фільм 1975 року режисера Джорджа К'юкора.

## У ролях
- Кетрін Хепберн
- Лоуренс Олів'є
- Колін Блейклі
- Річард Пірсон
- Джоан Сімс
- Лью Лосон
- Гвен Нельсон
- Роберт Гарріс
- Пітер Рівз
- Джон Блайт